# Kunsthaus Bregenz
Centrum Sztuki w Bregencji (niem. Kunsthaus Bregenz (KUB)) – centrum sztuki współczesnej w Bregencji. Centrum zostało zaprojektowane przez szwajcarskiego architekta Petera Zumthora na zlecenie miasta, budowane w latach 1990-1997.

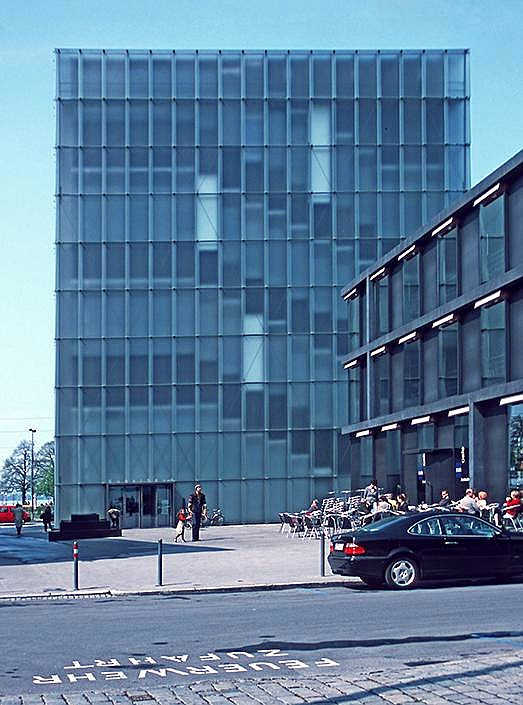
Muzeum Sztuki w Bregencji, Architekt: Peter Zumthor
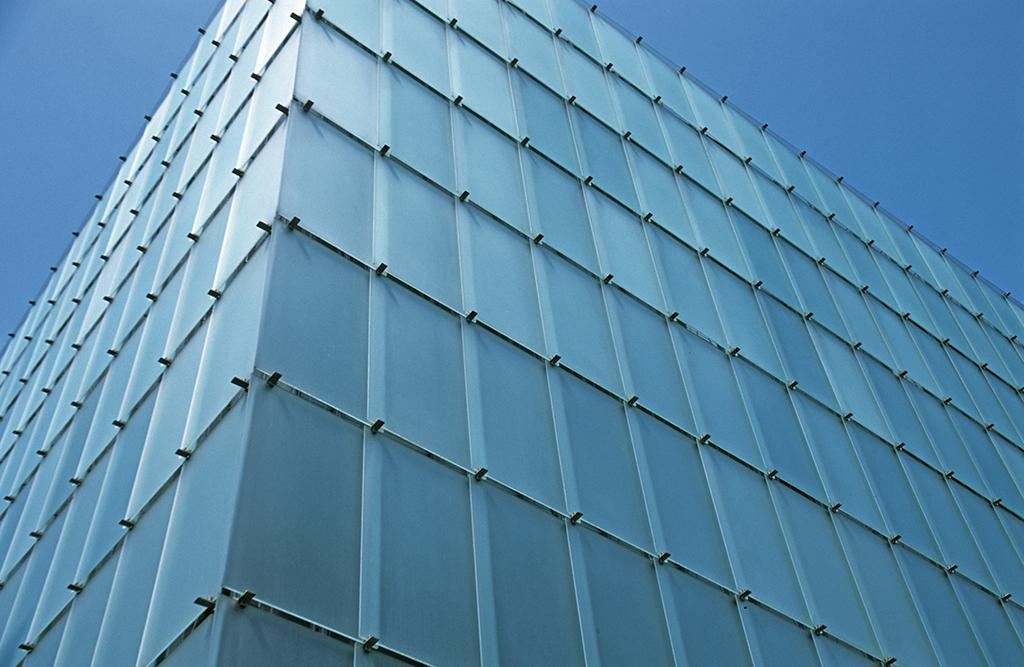
Muzeum Sztuki w Bregencji, Fasada, Architekt: Peter Zumthor
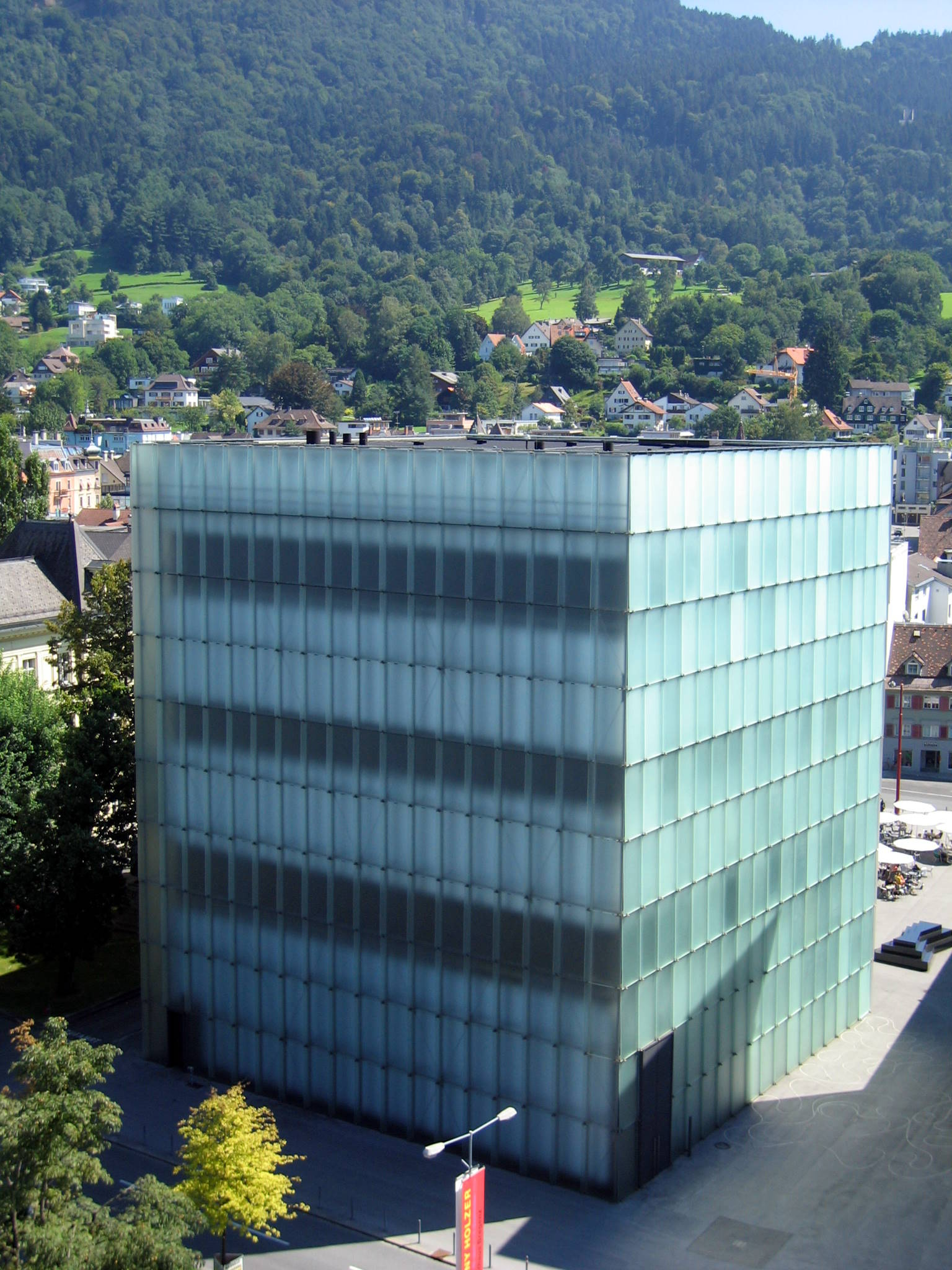
Muzeum Sztuki w Bregencji
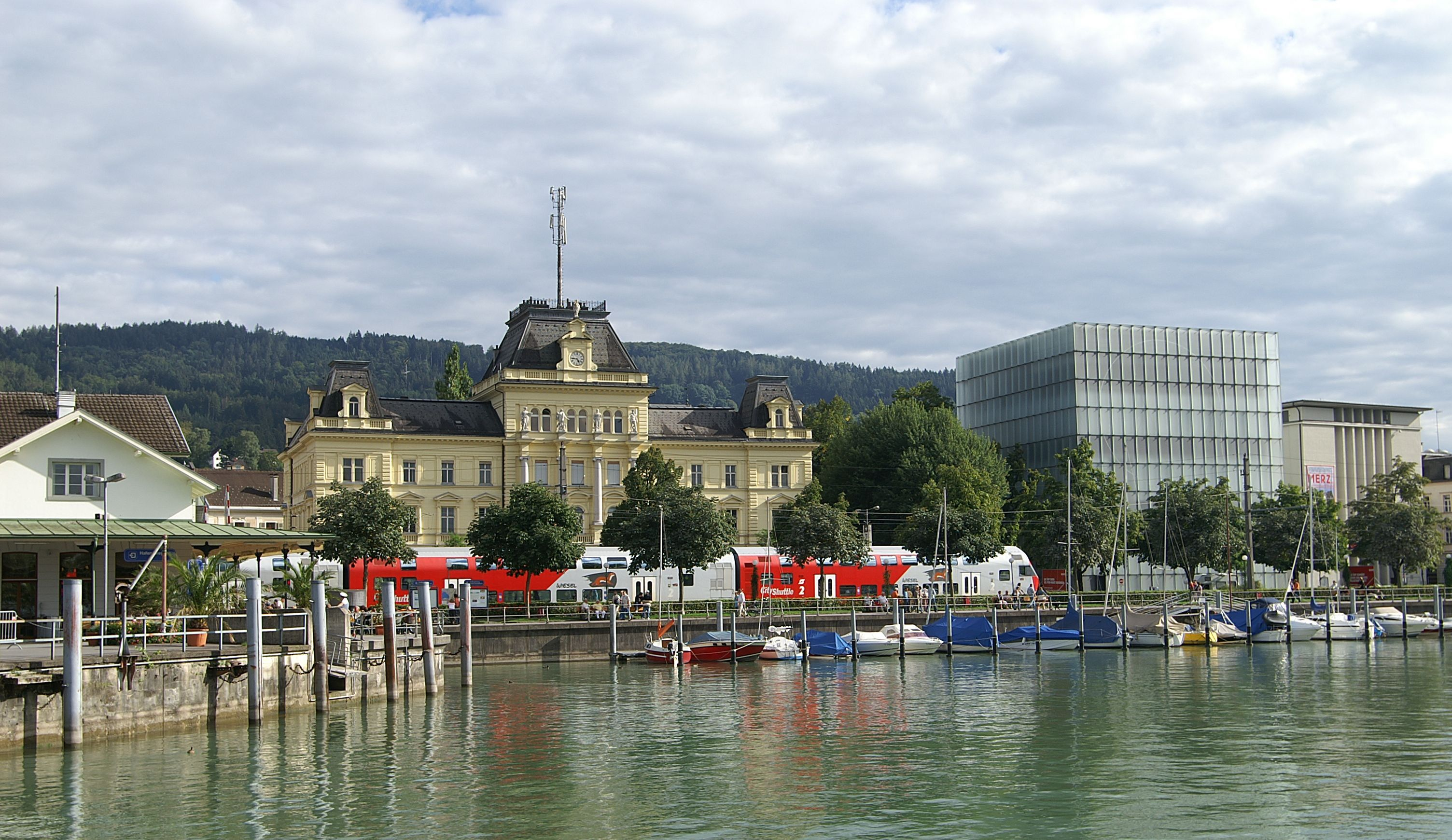
Muzeum Sztuki – Widok z Portu